# Perilestes bispinus
Perilestes bispinus là loài chuồn chuồn trong họ Perilestidae. Loài này được Kimmins mô tả khoa học đầu tiên năm 1958.